# Mont Chéry
Pour les articles homonymes, voir Chéry (homonymie).
Le mont Chéry est une montagne de Haute-Savoie, dans le massif du Chablais, qui culmine à 1 826 mètres d'altitude et est situé au nord-ouest de la station de ski des Gets.

## Géographie
Le mont Chéry est délimité d'un côté par le col et le village des Gets et de l'autre par le col de l'Encrenaz. Il est équipé pour le ski alpin et ses pistes font partie du domaine skiable des Gets, Portes du Soleil.